# Keiyo
Keiyo är ett av Kenyas 71 administrativa distrikt, och ligger i provinsen Rift Valley. Huvudorten är Iten. Bland andra orter finns Metkei.
År 1999 hade distriktet 143 865 invånare.